# Имитация жизни (фильм, 1934)
«Имитация жизни» (англ. Imitation of Life) — кинофильм режиссёра Джона М. Стала, первая экранизация одноимённого романа Фанни Хёрст (1933). Премьера состоялась 26 ноября 1934 года. Лента номинировалась на премию «Оскар» в трёх категориях — лучший фильм, лучший помощник режиссёра (Скотт Бил), лучшая запись звука (Теодор Содерберг). В 2005 году картина была включена в Национальный реестр фильмов.

## Сюжет
Вдова Би Пуллман нанимает чернокожую экономку Делайлу Джонсон. Би и её дочь Джесси вскоре начинают относиться к Делайле и её дочери Пеоле как к членам семьи. Через пять лет начинаются сложности: Джесси, не слишком прилежная ученица, полагающаяся на свою внешность, оказывается первой, кто обидно назвал Пеолу «чёрной». Светлолицая Пеола не говорит в школе, что она «цветная», и неожиданное появление её матери оборачивается унижением.
Тем временем Би открывает блинный ресторан, в котором готовит Делайла, затем организовывает ещё более успешное предприятие по изготовлению блинной муки. Несмотря на то, что Делайла получает 20 % дохода, она по-прежнему служит экономкой.
Проходит десять лет. 18-летняя Джесси, приехав домой на каникулы, влюбляется в ухажёра матери Стивена Арчера, вначале не подозревающего об этом. Пеола, стыдящаяся своего афро-американского происхождения, пытается сойти за «белую»: убежав из колледжа для афроамериканцев, она устраивается кассиром в магазин для белых.

## В ролях
- Клодетт Кольбер — Беатрис «Би» Пуллман
- Уоррен Уильям — Стив Арчер
- Рошель Хадсон — Джесси Пулман (18 лет)
- Мэрилин Ноулден — Джесси Пулман (8 лет)
- Нед Спаркс — Элмер Смит
- Луиз Биверс — Делайла Джонсон
- Фреди Уошингтон — Пеола Джонсон (19 лет)
- Алан Хейл — Мартин, мебельщик
- Генри Арметта — художник